# 北海道北見柏陽高等学校
北海道北見柏陽高等学校（ほっかいどうきたみはくようこうとうがっこう、Hokkaido Kitami Hakuyo High School）は、北海道北見市にある公立（道立）の高等学校。全日制普通科。

## 沿革
- 1923年 5月1日 - 北海道常呂郡野付牛町女子職業学校として設立が許可される。
- 1934年 6月6日 - 北海道野付牛町立高等家政女学校となる。
- 1936年 3月4日 - 高等女学校令により、北海道野付牛町立高等女学校に改称する。
- 1937年 10月1日 - 北海道庁に移管され、北海道庁立野付牛高等女学校となる。
- 1942年 6月10日 - 野付牛町が市制施行によって北見市となったため、校名を北海道庁立北見高等女学校に変更する。
- 1948年 4月1日 - 学制改革により、北海道立北見女子高等学校となる。
- 1950年 4月1日 - 男女共学となり、校名を北海道北見柏陽高等学校に変更する。
- 1951年 4月1日 - 土木科を併設する。
- 1959年 4月1日 - 電気科を併設する。
- 1962年 4月1日 - 機械科を併設する。
- 1964年 3月31日 - 工業課程（土木科・電気科・機械科）を新設の北海道北見工業高等学校に移管する。
- 2003年 9月6日 - 創立80周年記念式典を挙行する。
- 2009年 4月1日 - 単位制導入

## 校名の由来
以下のように説明されている。
- 「柏」については以下の由来から。
  1. 当時の校舎付近には槲（かしわ）の巨木が特に多くみられたこと（「槲」より「柏」の字が利用度も多く、親しみやすいので「柏」を借用した。）
  2. 「柏」の巨木がきびしい風雪を凌いで、あくまでも堅実に、どこまでも根強く仲間と共に正しく伸び拡がる生命のシンボルであること。
  3. 落葉高木としての「柏」の虚飾なき風ぼうと、その実の性質は正しく質実剛健純一無垢そのもので、北国の厳しい現実に耐える資質の典型であること
- 「陽」については、燦々と降りそそぐ陽光に育まれる「明朗さ」「若々しさ」「溢るる力動感」を意味している。
- 「柏」「陽」の２文字に内包される質実剛健、持久力、明朗をもって校風育成の根幹とすべく設定した。

## 著名な出身者
- 柴川林也（経営学者・一橋大学名誉教授）
- いづみ朱子（泉朱子）（歌手、タレント、NHK「ステージ101」司会者・ヤング101メンバー）
- 柴田ヨクサル（漫画家）
- はかまだ卓     (サード・クラスのボーカル＆ギター)
- 長谷川ゆかり（元Whiteberry・ベーシスト）
- 安達祐子（フリーアナウンサー）
- 平野由希（グラビアアイドル）
- 菊地亜美（アイドル）※歌手デビューのため日出高校へ転校
- 船橋利実（参議院議員・元衆議院議員・元北海道議会議員）
- 佐藤峻一（元プロ野球選手）
- 高木唯（フリーダイバー）
- 松岡義和（市立名寄短期大学元学長）
- やおたくや（パスピエのドラマー）
- 渡辺えりか（プロレスラー）
- 守屋澄夫（実業家）
- ボンジュール・イシイ（イラストレーター・絵本作家）